# Ali Diab
Ali Diab (arab علي دياب; ur. 23 maja 1982 w Hafir al-Fauka) – syryjski piłkarz, grający na pozycji obrońcy w klubie Al-Wahda Damaszek.

## Kariera klubowa
Ali Diab rozpoczął swoją zawodową karierę w 2003 roku w klubie Al-Majd Damaszek. W latach 2004–2005 był wypożyczony do Al-Jaish Damaszek. W 2010 był wypożyczony do chińskiego Shanghai Shenhua. W sezonie 2010/2011 był zawodnikiem klubu Al-Shorta Damaszek. W 2011 przeszedł do irackiego Duhok FC, a w 2013 do Al-Wahda Damaszek.

## Kariera reprezentacyjna
W reprezentacji Syrii Diab zadebiutował w 2004 roku. W tym samym roku uczestniczył w eliminacjach Mistrzostw Świata 2006. W 2007 i 2008 roku uczestniczył w eliminacjach Mistrzostw Świata 2010. W 2011 został powołany na Puchar Azji. Dotychczas rozegrał w reprezentacji 62 spotkania i strzelił 2 bramki.